# Elise Herz
Elise Herz (* 20. Dezember 1788 in Prag als von Lämel; † 25. Juli 1868 in Wien) war eine österreichische Mäzenin und gründete in Jerusalem eine Jungenschule.

## Leben

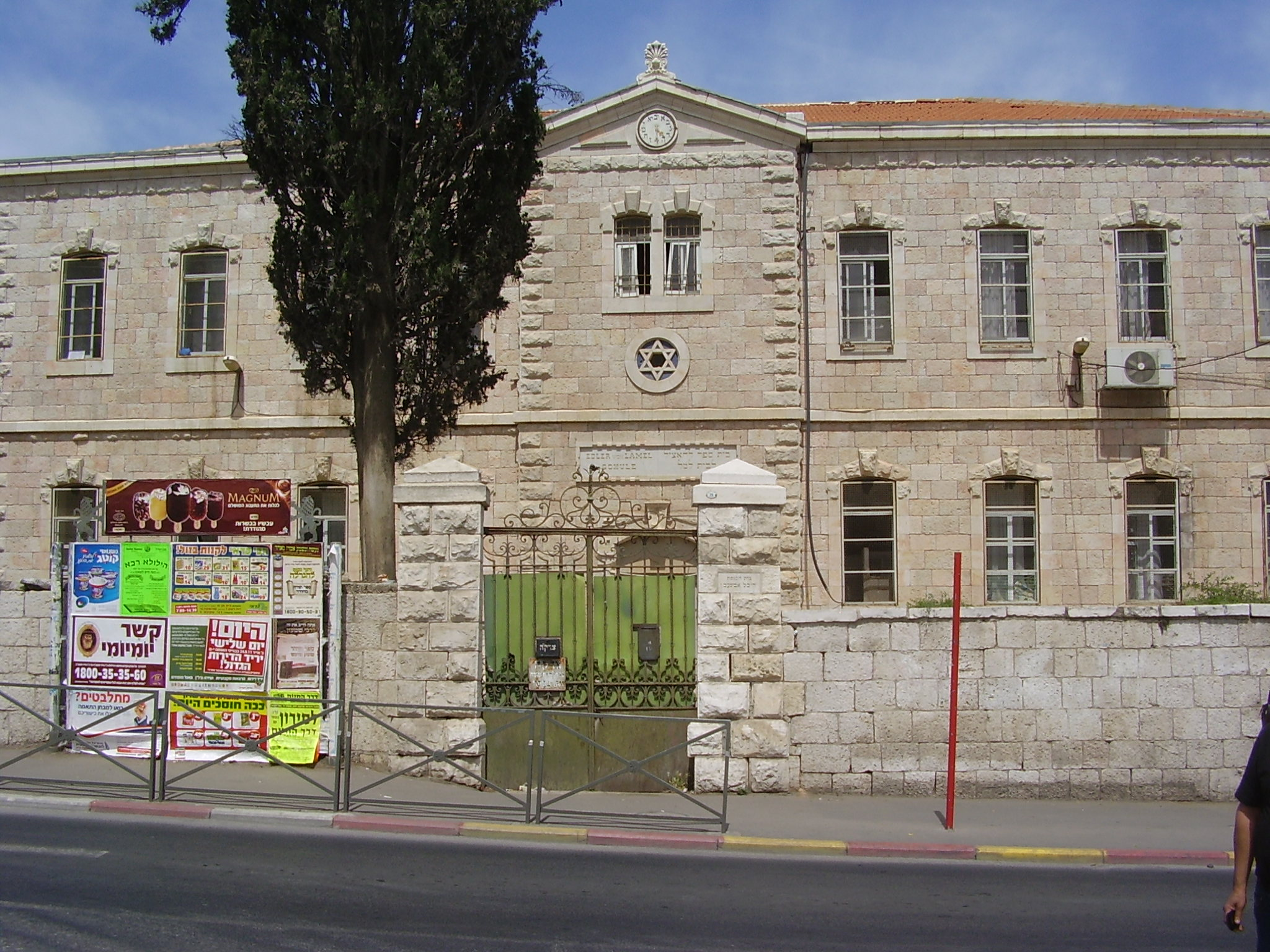
Lemel Schule in Jerusalem (2011)

Herz ist die Tochter des jüdischen Kaufmanns Simon von Lämel. Nach dem Tod ihres Mannes Eduard Herz zog sie nach Wien. Dort spendete sie 1854 mit ihren Geschwistern ein Armenhaus zum Andenken ihrer Mutter Babette von Lämel. Im Jahr 1955 beauftragte sie Ludwig August Frankl in Jerusalem eine Kinderheim zu gründen, was ihm ein Jahr später aufgrund von Widerständen der örtlichen Rabbiner nicht gelang. Stattdessen eröffnete er mit Unterstützung des sephardischen Oberrabbiners eine Jungenschule, an der auch ausgewählte Christen und Muslime aufgenommen wurden. Nach ihrem Vater wurde sie „Simon von Lämel Schule“ genannt.
Herz starb 1868 in Wien und wurde auf dem Währinger Friedhof begraben. Im Jahr 1941 wurde sie von dort auf den Wiener Zentralfriedhof (4. Tor) umgebettet.